# Непрерывная рабочая неделя

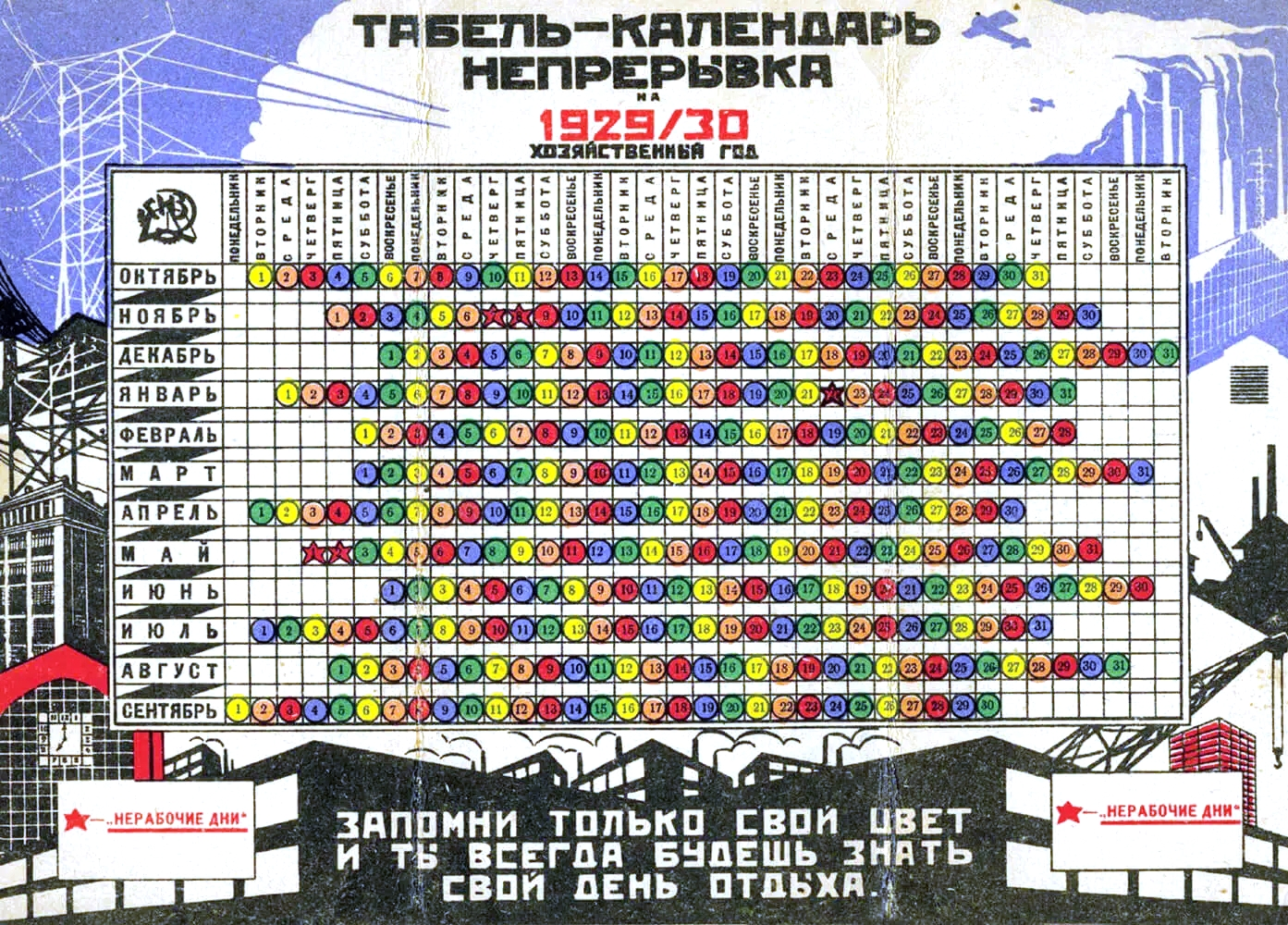
Табель-календарь «Непрерывка» на 1929/1930 хозяйственный год

Непрер́ывная рабо́чая неде́ля (Непрерывка) — табель, ввод которого был осуществлён постановлением Совета Народных Комиссаров с 1 октября 1929 года в СССР. С 1 декабря 1931 года этот график был изменён. Окончательная отмена произошла 26 июня 1940 года с назначением воскресенья общим выходным днём.

## История
26 августа 1929 года Совет Народных Комиссаров СССР в постановлении «О переходе на непрерывное производство в предприятиях и учреждениях СССР» признал необходимым с 1929—1930 хозяйственного года приступить к планомерному и последовательному переводу предприятий и учреждений на непрерывное производство. Переход на «непрерывку», начавшийся с осени 1929 года, был закреплён весной 1930-го постановлением специальной правительственной комиссии при Совете труда и обороны. Этим постановлением был введён единый производственный табель-календарь.

### Пятидневка

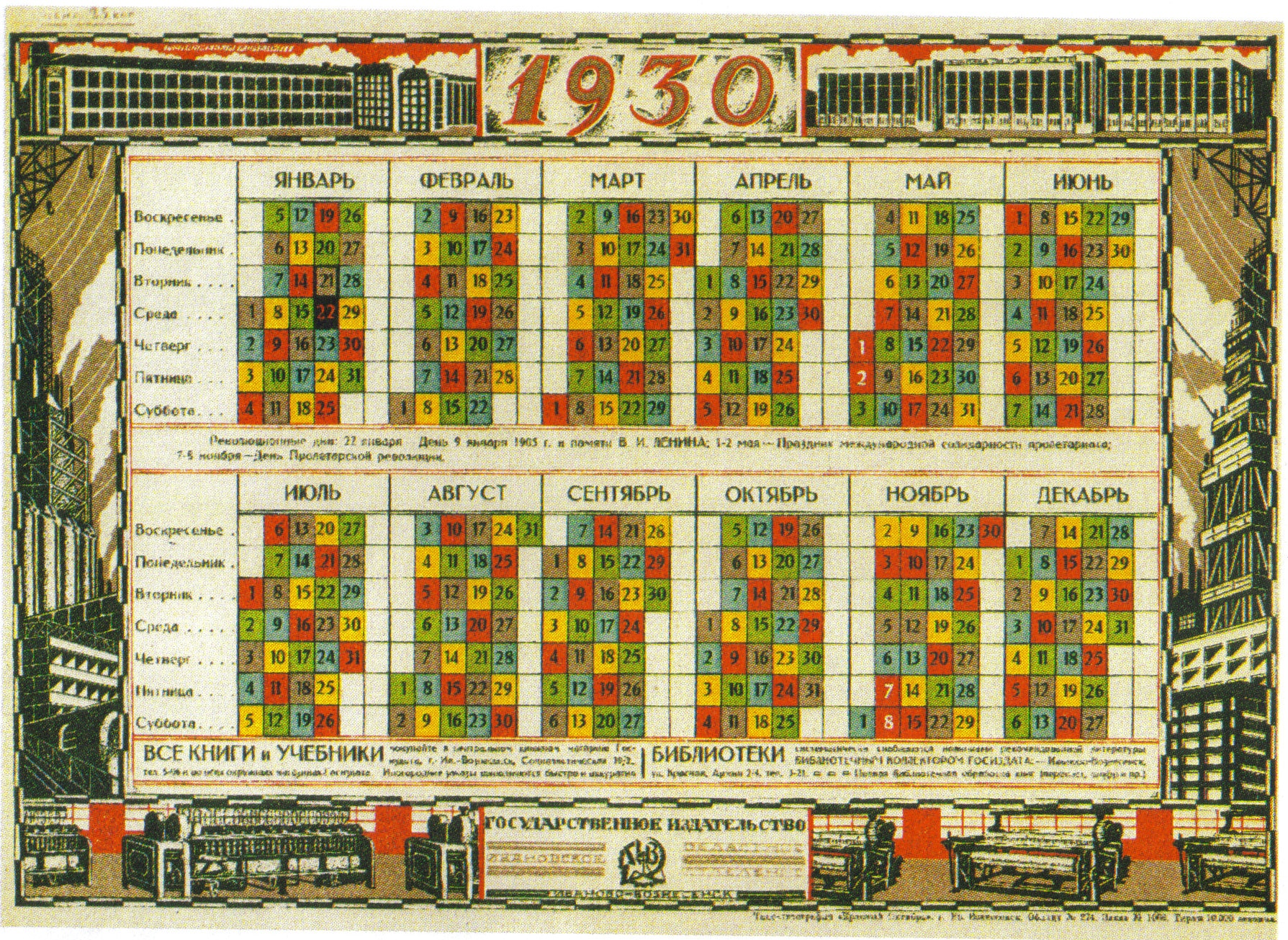
Советский календарь на 1930 год. Цветом выделены разные дни пятидневной недели, однако традиционные семидневные недели и число дней в месяцах сохранились

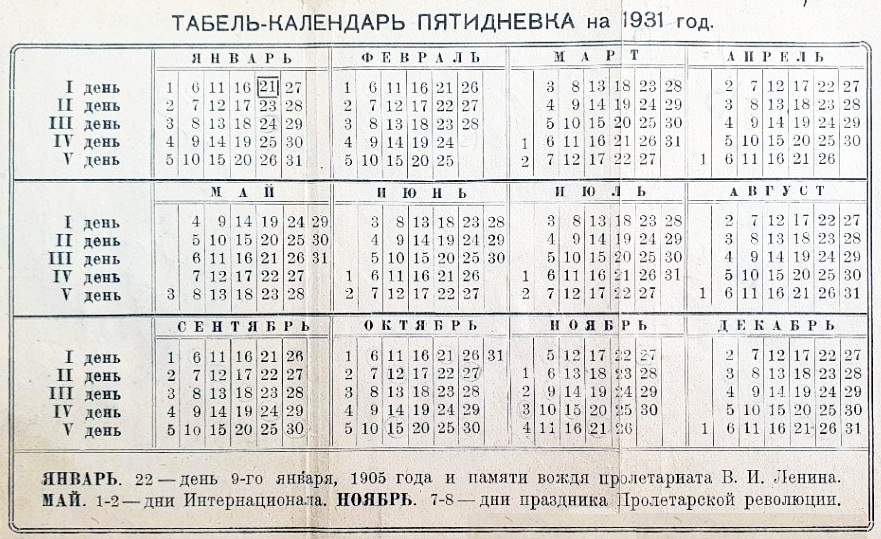
Советский календарь на 1931 год. Уже обозначены только дни пятидневной недели, число дней в месяцах сохранились. Пять дней в году: 22 января, 1 и 2 мая, 7 и 8 ноября — не входили в число дней пятидневок. 21 января — памятный день

Все месяцы сохраняли привычное число дней. В календарном году предусматривалось 360 рабочих дней и, соответственно, 72 пятидневки. Общевыходные дни не являлись «днями пятидневок», а потому в печатном календаре обозначались красными звёздами или были «пропущены» (содержались только рабочие дни без праздников):
- 22 января (день памяти Ленина)
- 1 и 2 мая
- 7 и 8 ноября
- 5 декабря (с 1936 по 1940) (день конституции)

Все работники были разделены на 5 групп, и каждая группа по цвету (жёлтый, розовый, красный, фиолетовый, зелёный) имела свой выходной день в неделю. Несмотря на то, что выходные дни давались чаще (один в пятидневку, вместо одного в семидневку ранее), эта реформа была непопулярна, так как значительно усложняла личную, общественную и семейную жизнь из-за несовпадения выходных дней разных членов общества.
Когда методологическо-педагогический сектор перешёл на непрерывную неделю и вместо чистого воскресенья днями отдыха Хворобьёва стали какие-то фиолетовые пятые числа, он с отвращением исхлопотал себе пенсию и поселился далеко за городом.И. Ильф, Е. Петров. «Золотой телёнок».

### Шестидневка

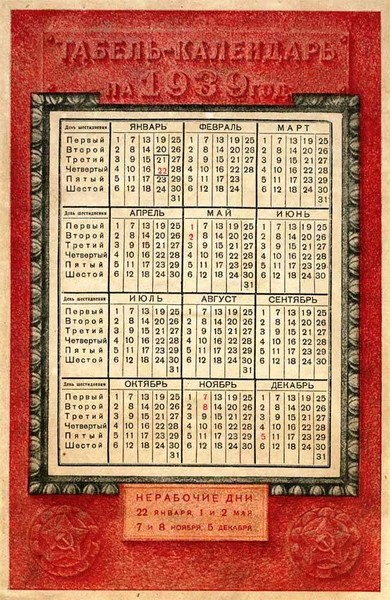
Табель-календарь на 1939 год. Фактически — это календарь на любой год, единственное отличие — наличие или отсутствие 29 февраля. Поэтому, с одной стороны, этот календарь можно назвать постоянным. Однако шестидневки (то есть недели) были не сплошными, поскольку тридцать первые числа месяцев в шестидневки не входили. После четвёртого дня шестидневки — 28 февраля — идёт сразу первый день шестидневки — 1 марта

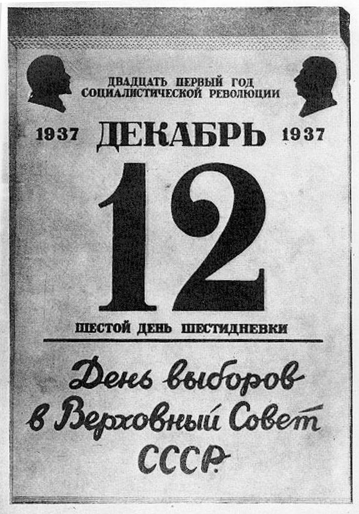
Страница календаря с использованием шестидневки

Постановлением СНК СССР от 21 ноября 1931 года «О прерывной производственной неделе в учреждениях», с 1 декабря 1931 года пятидневная неделя была заменена шестидневной неделей (так называемой «шестидневкой») с фиксированным днём отдыха, приходящимся на 6, 12, 18, 24 и 30 число каждого месяца (1 марта использовалось вместо 30 февраля, каждое 31 число рассматривалось как дополнительный рабочий день). Следы этого видны, например, в титрах фильма «Волга, Волга» («первый день шестидневки», «второй день шестидневки» и так далее). С введением шестидневки печатный календарь стал неизменным. Праздничные дни также перестали пропускаться.

### Отмена
26 июня 1940 года вышел указ президиума Верховного совета СССР «О переходе на восьмичасовой рабочий день, на семидневную рабочую неделю и о запрещении самовольного ухода рабочих и служащих с предприятий и учреждений», рабочая неделя стала семидневной, воскресенье стало последним днём недели и днём отдыха.

## Прочие факты
Во многих источниках указывалось, что каждый месяц состоял из тридцати дней и, таким образом, в СССР в 1930 и 1931 годах существовало 30 февраля. В действительности это предложение было отвергнуто. Этот не воплотившийся в жизнь проект очень похож на подобный же проект постоянного (стабильного) календаря Гильбурда.
- День авиации в России отмечается в третье воскресенье августа. Но авиаторы празднуют день авиации 18 августа, в день воздушного флота СССР. Дата 18 августа была установлена постановлением Совета Народных Комиссаров от 28 апреля 1933 года № 859, так как 18 августа было третьим выходным в августе по действующему в то время шестидневному календарю. И именно 18 августа долгое время было праздничным днём, даже когда о шестидневке все уже забыли. На третье воскресенье августа праздник перенесли указом Президиума Верховного Совета СССР от 1 октября 1980 года № 3018-Х «О праздничных и памятных днях», но профессиональная традиция праздновать День авиации 18 августа осталась[3].
- Несмотря на то что летоисчисление продолжалось согласно григорианскому календарю, в некоторых случаях дата указывалась, как «NN год социалистической революции», с точкой отсчёта от 7 ноября 1917 года. Фраза «NN год социалистической революции» присутствовала в отрывных и перекидных календарях по 1991 год включительно до распада СССР. Как художественный приём отсчёт лет от Октябрьской революции присутствует в романе М. Булгакова «Белая гвардия» и в повести С. Ярославцева «Экспедиция в преисподнюю».